# Jan Svoboda (dělník)
Jan Svoboda (29. ledna 1926 Zelów – 21. listopadu 1954 státní hranice u Broumova) byl český dělník, který byl v roce 1954 usmrcen při snaze o překročení státní hranice do Západního Německa při útěku z Československa.
Narodil se v roce 1926 v polském Zelówě, tedy v oblasti, kde žila řada Čechů, kteří zde jako protestanti emigrovali po Bitvě na Bílé hoře. Se svou rodinou se nicméně později vrátil zpět do Československa, přičemž se usadil v Teplé. Pracoval přitom jako zemědělský dělník ve Veselí nad Lužnicí.
Dne 21. listopadu 1954 se pokusil překročit státní hranici na Železné oponě u obce Broumov. Po vstupu do hraničního pásma byl zasažen elektrickým proudem v hraničním plotě, který jej na místě usmrtil. Krátce poté byl pohřben na neznámém místě.